# 比利亚尔迭瓜德拉里韦拉
比利亚尔迭瓜德拉里韦拉，是西班牙卡斯蒂利亚-莱昂萨莫拉省的一个市镇。 总面积29平方公里，总人口154人（2001年），人口密度5人/平方公里。